# Jadranka Pejanović
Jadranka Pejanović (Beograd, 19. siječnja 1979. — Beograd, 30. rujna 2018), bila je srbijanska filmska i kazališna glumica, TV voditeljica i novinarka.

## Životopis
Jadranka Pejanović rođena je u Beogradu 19. siječnja 1979. godine, kao Jadranka Bugarski. Završila je jezičnu gimnaziju. Diplomirala je glumu na Akademiji umjetnosti u Beogradu u klasi profesora Branislava Jerinića. Igrala je u nekoliko kazališnih predstava, lutkarskom kazalištu, u koreodramama, kao i nekoliko filmova i domaćih serija. Nakon ostvarivanja u lutkarskim predstavama i kazališnih uloga, godine 2008. prelazi u svijet televizije, u informativnu redakciju TV-a B92. Vodila je emisiju "Planet", a zatim je nekoliko mjeseci bila voditeljicom jutarnjega programa "TV Dizanje", a izvještavala je iz mjesta po cijeloj Srbiji, a zatim je prešla u informativni program.
Suautorica je dokumentarnoga filma "Neispričane priče", o životu Zorana Đinđića. Radila je na N1 TV-u od njegova osnutka, gdje je osmislila emisiju "Scena", u kojoj je pratila događaje na kulturnoj sceni Srbije i postjugoslavenskoga okružja. Napravila je desetke intervjua s najistaknutijim ličnostima u kulturnom i javnom životu. Bila je autorica emisije „Net Kontekst”, a vodila je i emisiju „Novi dan”. Autorica je nekoliko dokumentarnih reportaža u seriji "Neistraženo". Tijekom poplava 2014. godine izvještavala je za američki CNN. Aktivno je radila za sinkronizaciju animiranih i igranih filmova i serija za istraživanje Studio, Zlato Digi Net, Mobi, Hijeroglif, Saundlajt, Vočaut i Bziomiksс. Preminula je 30. rujna 2018. godine u Beogradu, u 40. godini života.

## Uloge u sinkronizacijama na srpski jezik
Pored niže navedenih uloga, Jadranka je glumila i u filmovima koji tematiziraju barbike.
| God. snim.    | Naziv                            | Uloga          |
| ------------- | -------------------------------- | -------------- |
| 2012.         | Horseland                        | sporedne uloge |
| 2012.         | Winx                             | Blum, Ajsi     |
| 2012.         | Zvončica i tajna krila           | Iskrica        |
| 2012.         | Krš i lom                        | Mary           |
| 2013.         | Štrumpfovi                       |                |
| 2013.         | Pokemon                          | Iris           |
| 2013.         | Big Time Rush                    | sporedne uloge |
| 2013. – 2017. | Patrole šapa                     | Rajder         |
| 2013.         | Čudnovili roditelji              | Viki, ...      |
| 2013.         | Super špijunke (s6)              | Aleks          |
| 2014. – 2018. | Tandermeni                       | Barb Tandermen |
| 2014.         | Niki Dus                         | Mama           |
| 2014.         | Pound Puppies                    | Štrudlica      |
| 2014.         | Zvončica i vila gusarka          | Iskrica        |
| 2015.         | Zvončica i čudovište iz Nedođije | iskrica        |
| 2015. – 2018. | Niki, Riki, Diki i Don           | sporedne uloge |
| 2015.         | Nove avanture Petra Pana         | Vendi          |
| 2016.         | Paplsi                           | Sani           |
| 2016.         | Alvin i nemirne vjeverice        | sporedne uloge |
| 2016.         | Everz wich way                   | Lili           |
| 2016. – 2017. | Game Shakers                     | sporedne uloge |
| 2016.         | Kuća obitelji Glasnić            | sporedne uloge |
| 2017.         | Bansen je zvijer                 | Bansenova mama |
| 2017.         | Henri opasnost                   | Noel           |
| 2017. – 2018. | Spužva Bob Skockani              | sporedne uloge |
| 2018.         | Instant mama                     | Stefani Filips |

## Vanjske poveznice
- Jadranka Pejanović u internetskoj bazi filmova IMDb-a